# Even the Ocean
Even the Ocean ist ein Jump-’n’-Run-Spiel von Analgesic Productions und wurde nach dreieinhalb Jahren in Entwicklung am 16. November 2016 auf Steam, itch.io, GOG und im Humble Store für Windows PC und macOS veröffentlicht. Im August 2020 folgte die Veröffentlichung für die Konsolen PlayStation 4 und Xbox One.

## Spielmechanik
Das Spiel enthält Action- und Jump-’n’-Run-Elemente und ist stark auf die narrative Erzählweise fokussiert. Der Spieler übernimmt die Rolle von Aliph, einer Kraftwerksarbeiterin aus der Hauptstadt Whiteforge.
Even the Ocean wird gespielt, indem sich der Spieler durch Orte wie Strände, Städte und Kraftwerke in der Seitenansicht bewegt. Dabei muss der Spieler auf seine Energieleiste achten und sie mit sogenannter heller oder dunkler Energie im Gleichgewicht halten. Helle Energie – auch vertikale Energie genannt – sorgt dafür, dass der Spieler höher springen kann, während die dunkle – oder horizontale – Energie bewirkt, dass sich der Spieler schneller bewegen kann.
Die Spielmechaniken wechseln im Verlauf des Spiels immer wieder; von Zwischensequenzen, in denen Aliph mit anderen Charakteren im Spiel redet, über Erkundungsreisen durch verschiedene Schauplätze, bis hin zu Jump-’n’-Run-Einlagen in den Kraftwerken. Das Spiel bietet dabei eine große Auswahl an Gameplay-Optionen, mit denen der Spieler seine Spielerfahrung individuell anpassen kann.

## Geschichte
In der Geschichte von Even the Ocean geht es um Aliph, die ihren ersten Arbeitstag im Gebiet namens Fay Rouge beginnt. Sie wird von der erfahreneren Technikerin Cassidy begleitet, die bei einem tragischen Unfall in Fay Rouge stirbt. Nach Aliphs Rückkehr nach Whiteforge City, teilt der Bürgermeister, Richard Biggs, ihr und zwei anderen Technikern weitere Kraftwerke außerhalb von Whiteforge zu, die es zu reparieren gilt. Auf ihren Reisen erfährt Aliph mehr über die Mächte, die ihre Welt gefährden und muss schließlich eingreifen, um sie zu retten.

## Entwicklung
Im März 2013 begann Even the Ocean als zwei eigenständige Spiele, Even und The Ocean. Letzten Endes wurden die beiden Spiele in einem kombiniert, Even the Ocean, und in verschiedenen Online-Shops am 16. November 2016 veröffentlicht. Was die Mischung aus Jump ’n’ Run betrifft, sagt Han-Tani-Chen-Hogan: „die verschiedenen Segmente des Spiels rühren daher, dass das Spiel Elemente haben sollte, die einerseits sehr leselastig und andererseits sehr Jump-’n’-Run-lastig sind, um diese interessanten Kontraste dem Spieler zu zeigen.“ Das Spiel wurde ins Chinesische, Deutsche und Russische übersetzt. Die chinesische Übersetzung erschien am 4. Juni 2017, während die deutschen sowie die russischen Untertitel am 27. November 2017 hinzugefügt wurden.

### Musik
Der Soundtrack von Even the Ocean wurde von Sean Han-Tani-Chen-Hogan komponiert. Zum Zeitpunkt der Veröffentlichung von Even the Ocean wurde der Soundtrack als Download auf Han-Tani-Chen-Hogans Bandcamp-Seite und der Steam-Seite des Spiels zur Verfügung gestellt. Der Soundtrack enthält 88 Lieder aus dem Spiel sowie vielen Bonustracks, bestehend aus Outtakes und ungenutzten Songs. Die Gesamtlaufzeit inklusive der Bonustracks beträgt fast sechs Stunden.

## Rezeption
Danielle Riendeau of VICE.com Waypoint-Blog platzierte Even the Ocean auf dem ersten Platz in einer Top 10 Games Liste im Jahr 2016 und lobte „das komplexe Level-Design, die schrullige und farbenfrohe Welt, die Charaktere und ihr Erwachen als Bürger einer korrupten Regierung.“
Chloi Rad von IGN listete das Spiel in ihrer Liste von „13 Awesome Games No One Talked About In 2016“ und sagte, dass es „um das Gleichgewicht geht — zwischen der hellen und dunklen Energie, die die Welt antreibt, aber auch um die anderen gegensätzlichen Kräfte, die jede Facette unseres Lebens beeinflussen. Natur und Industrie. Reichtum und Armut“, und dass „anstelle von anspruchsvollen Schwierigkeitsgraden, bietet Even the Ocean stattdessen eine zum Nachdenken anregende Geschichte mit abwechslungsreichen Mechaniken (wie zum Beispiel eine interessante Idee mit dem Energiebalken), die anmutig parallel zur Botschaft des Spiels verlaufen.“
Chris Priestman von Killscreen.com findet: „Vielleicht noch faszinierender ist jedoch, wie dieses Energiesystem die Logik und die Kultur der Welt von Even the Ocean beeinflusst.“